# ノイシュヴァンシュタイン城
座標: 北緯47度33分27秒 東経10度44分59秒 / 北緯47.55750度 東経10.74972度

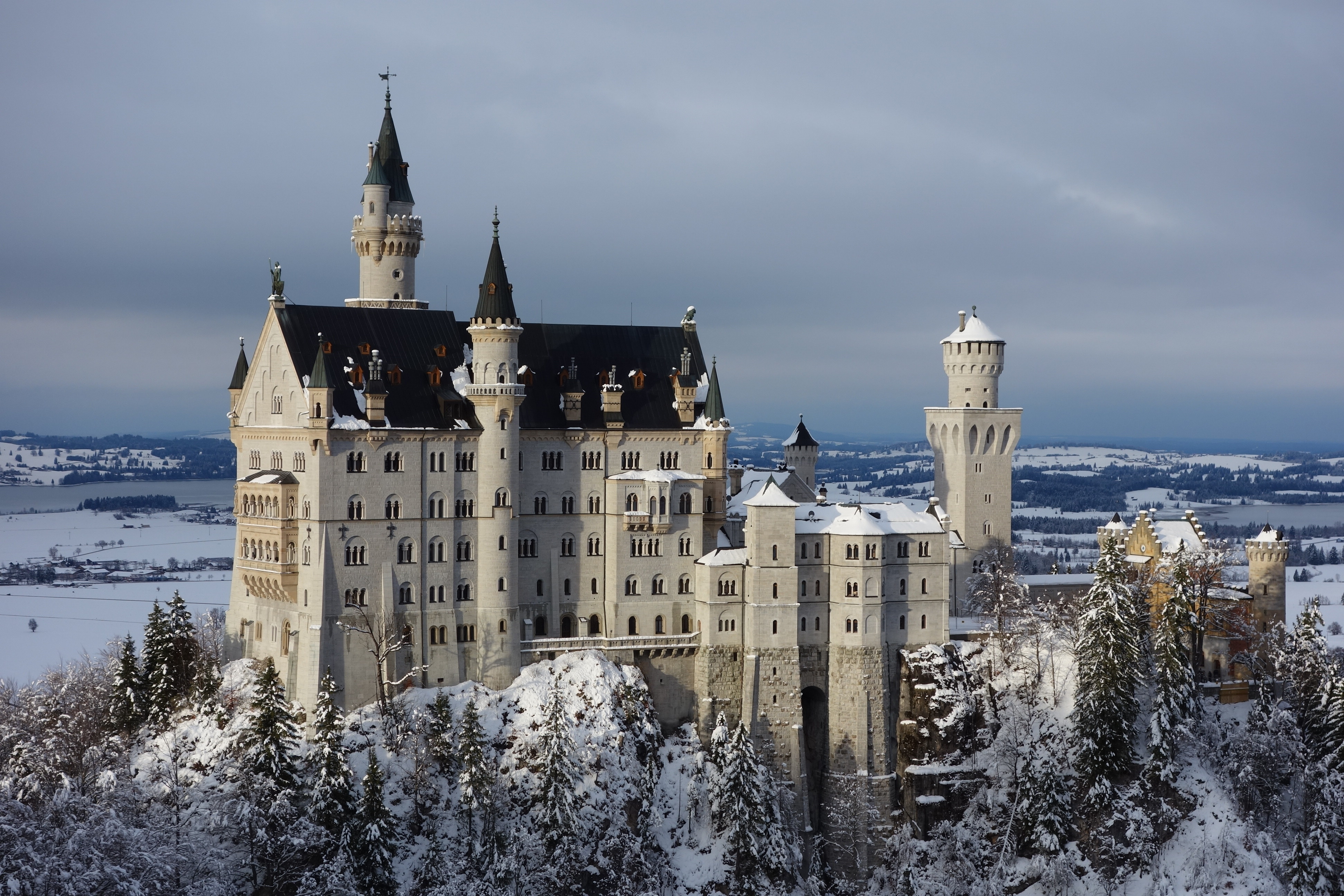
ノイシュヴァンシュタイン城 (2013年)

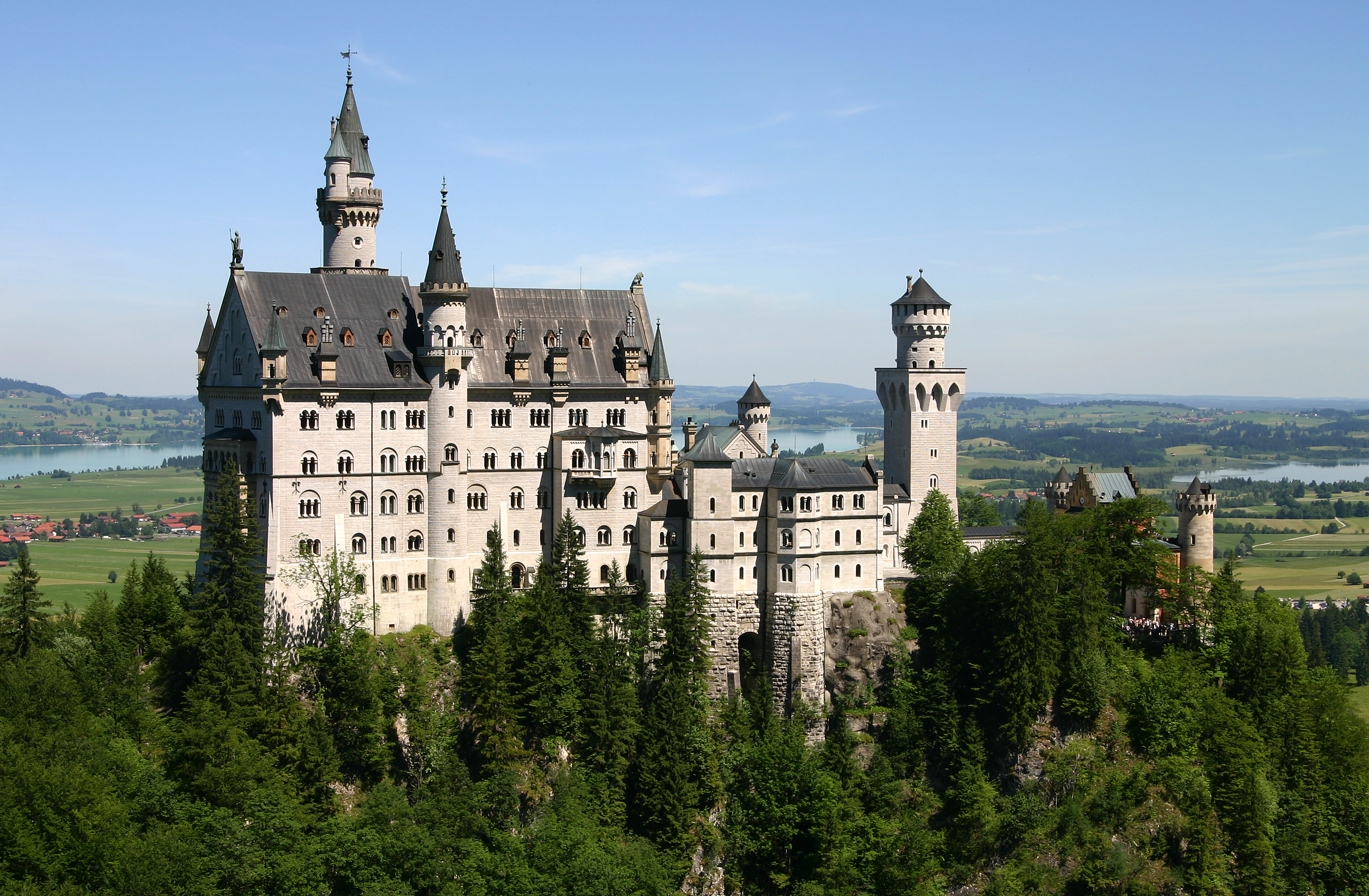
マリエン橋から見たノイシュヴァンシュタイン城。この方角からの眺めがもっとも美しいとされる。

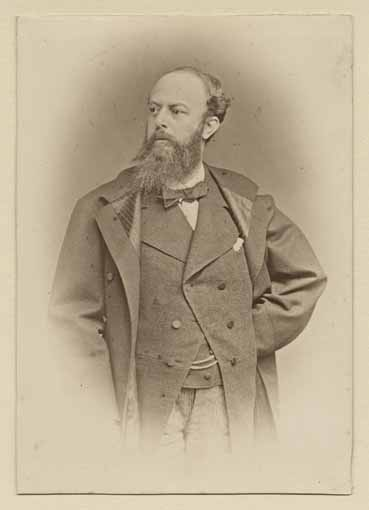
クリスチャン・ヤンク
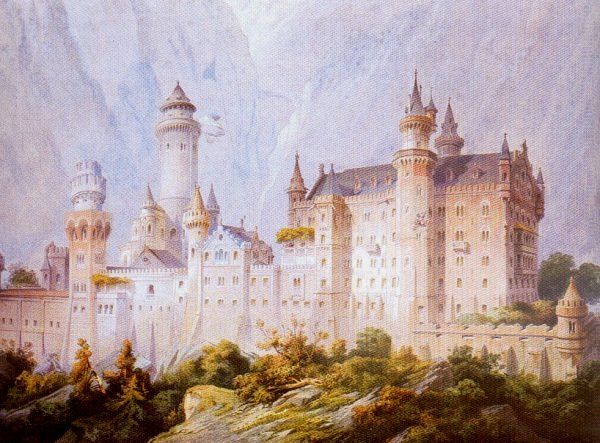
ヤンクによるコンセプト図

ノイシュヴァンシュタイン城（ノイシュヴァンシュタインじょう、標準ドイツ語: Schloss Neuschwanstein、アレマン語: Schloss Nuischwanschtui、バイエルン・オーストリア語: Schloss Neischwanstoa）は、ドイツ連邦共和国南部のバイエルン州バイエルン・シュヴァーベン地方オストアルゴイ郡シュヴァンガウ町ホーエンシュヴァンガウ地区にある城である。ノイシュバンシュタイン城とも表記される。

## 概要

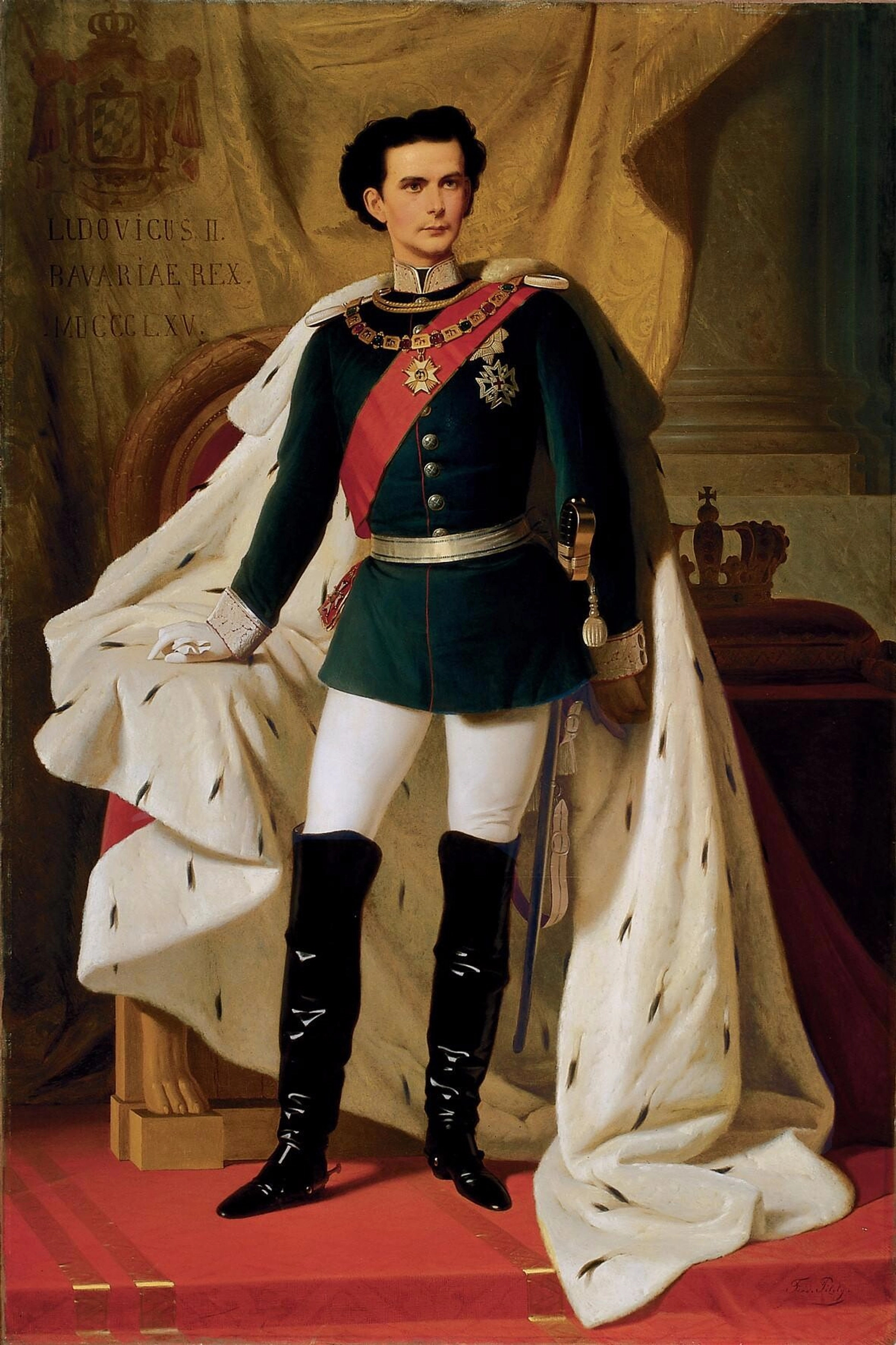
ルートヴィヒ2世

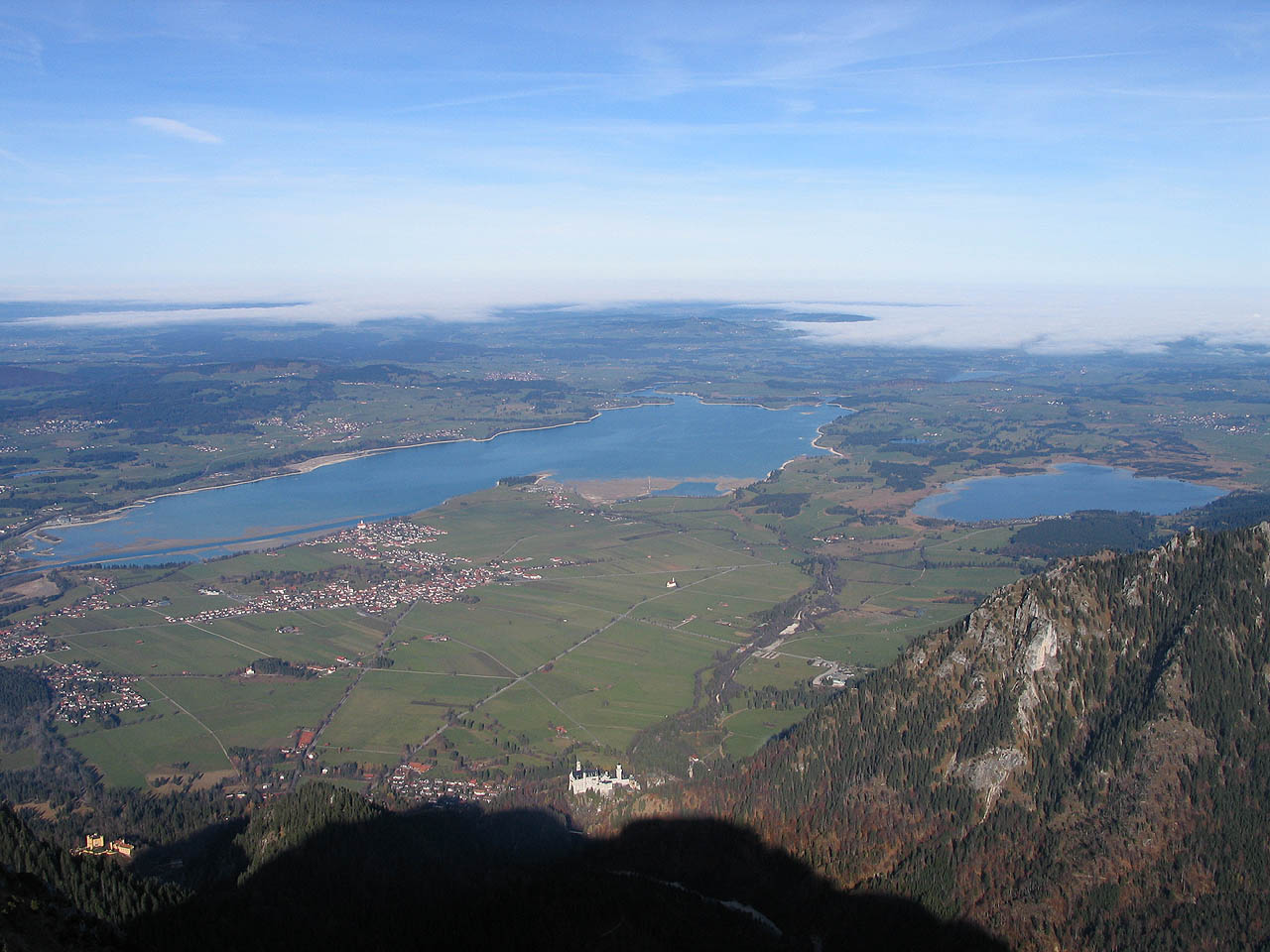
ノイシュヴァンシュタイン城（中央手前）周囲の風景。左下にホーエンシュヴァンガウ城。

バイエルン国王ルートヴィヒ2世によって19世紀に建築された。オーストリア国境に近いオストアルゴイ郡フュッセンの東南東方向（直線距離にて約4km）に位置し、近隣には、ルートヴィヒ2世が幼少時代を過ごし、彼の父親が所有していたホーエンシュヴァンガウ城がある。
ノイシュヴァンシュタイン（ドイツ語で新白鳥石）という名は、現在ホーエンシュヴァンガウ城のある地にかつてあったシュヴァンシュタイン城にちなみ、1886年になって付けられた名であり、建設当時はホーエンシュヴァンガウ新城と呼ばれていた。
「古きドイツの騎士城の真の姿」というルートヴィヒ2世のコンセプトの下、ロマネスク様式や後期ゴシック様式などの歴史主義、折衷主義に基づいて建設された。1869年～1886年、1890年～1892年にかけて、当時の最新技術を駆使して建設された煉瓦造りの城である。
歴史ある中世の古城ではなく近代の城館であるため、世界遺産には登録されないと思われてきたが、2015年にリンダーホーフ城やヘレンキームゼー城とともにユネスコの世界遺産暫定リストに登録され、2024年2月にユネスコに登録申請された。2025年7月12日、世界遺産に登録されることが決定した。
現在はロマンティック街道の終点として、人気の観光スポットとなっており、内部を見学することができる。

## 歴史

### 建設の経緯
ルートヴィヒ2世はニーベルンゲンの歌などの中世騎士道物語への憧れを強く抱いた人物で、ワーグナーを庇護し、彼の創作する楽劇の世界に酔いしれた、いわゆる“ワグネリアン”であった。膨大な額の援助を彼に施し、彼の楽劇を「私たちの作品」と呼んだが、狷介な性格のワーグナーはたとえ有力なパトロンであり国王であったとしても、作品に口出しすることは許さなかった。

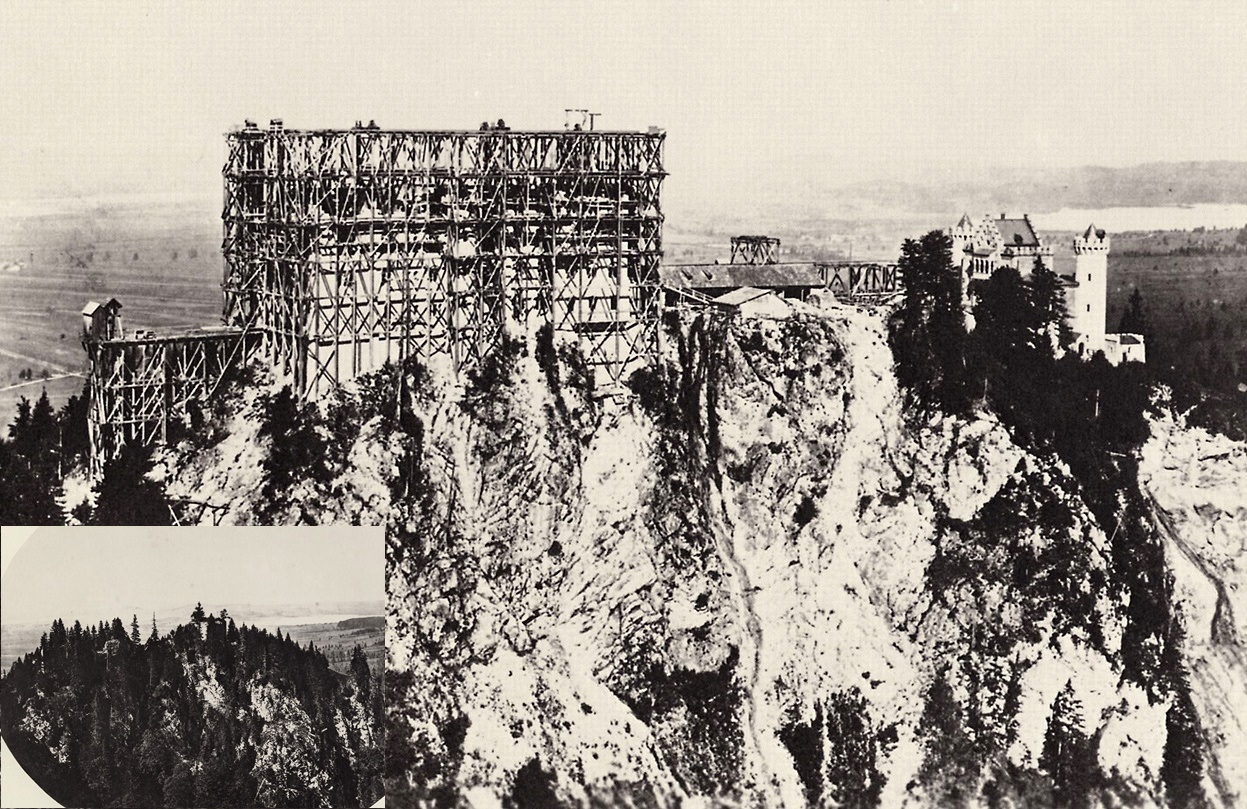
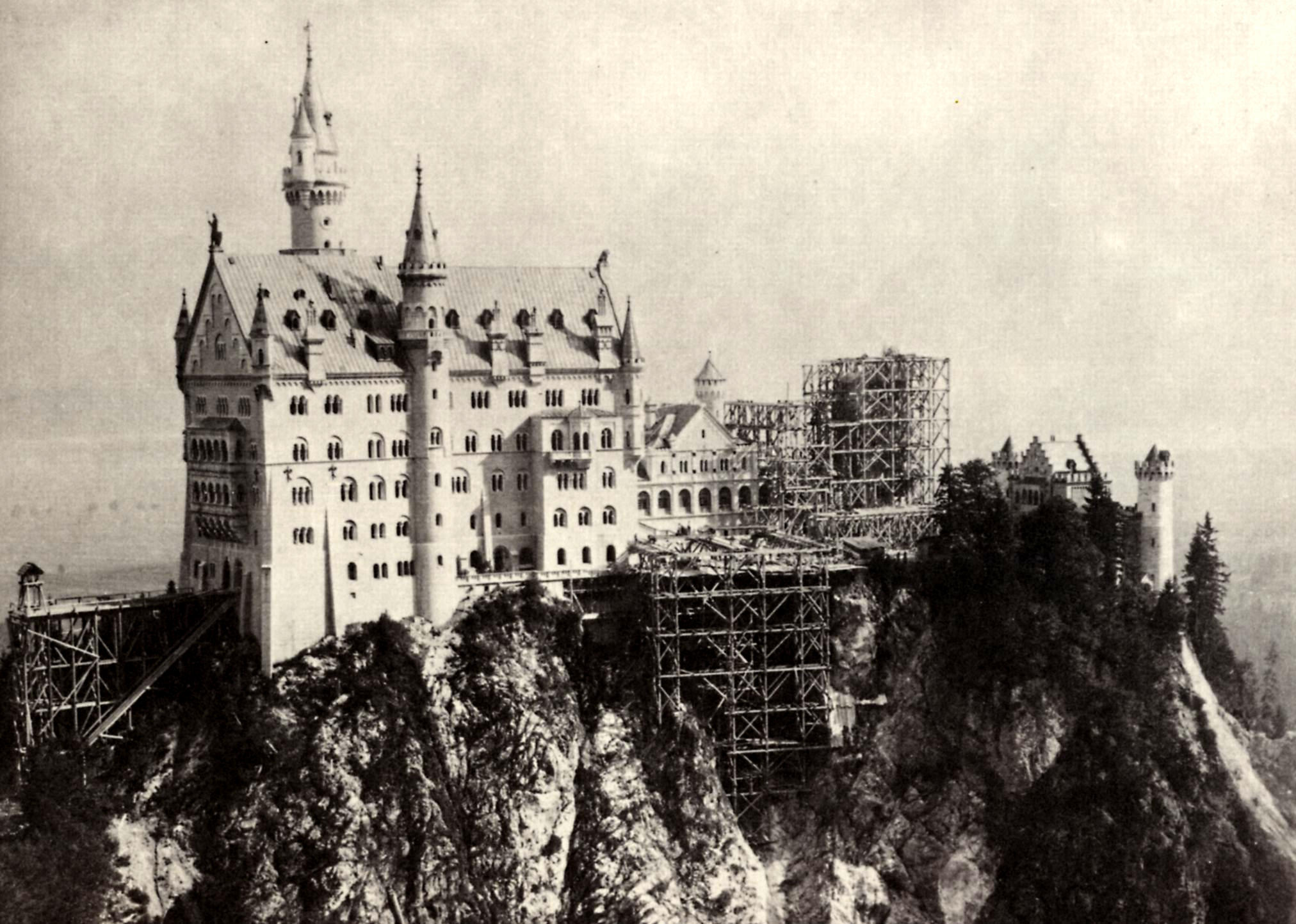

一方、1867年にヴァルトブルク城やピエールフォン城を目にしたルートヴィヒ2世は、「私自身の作品」として自分の中世騎士道物語への憧れを具現化するロマンティックな城を造ろうと決意する。心酔していたワーグナーに宛てた1868年5月13日付の手紙の中で、彼のオペラ「タンホイザー」や「ローエングリン」を連想させる「古きドイツの騎士城」を建設すると述べている。このため城全体のグランドデザインを行うよう指名されたのは建築家でも技術者でもなく、宮廷劇場の舞台装置・舞台美術を担当していた画家のクリスチャン・ヤンクであった。

### 建設
建設作業は1869年9月5日に開始され、1886年には、施設内に人間が居住できる程度には完成した。これ以後、ルートヴィヒ2世は首都ミュンヘンに戻らず、この城に住まうようになる。

### ルートヴィヒ2世の廃位の経緯
ルートヴィヒ2世はこの城の他にも、リンダーホーフ城、ヘレンキームゼー城の建設を始め、さらにはノイシュヴァンシュタインよりも高い岩山の上にさらに壮大なファルケンシュタイン城を建設する計画をたてており、その上オリエント風の宮殿も建設したいと考えていた。これらの建設費用はプロイセン王国によるドイツ統一を支持した見返りとしてビスマルクから送られた30万マルクの年金（ヴェルフェン基金）や、王家の遺産、王室費から支出され、バイエルン政府の国庫とは別会計ではあったものの、巨額の王室公債を発行するなどして負債を積み重ねた。この巨額の負債の解消を内閣に迫った国王に対し、危機感を募らせた首相ルッツらは、ルートヴィヒ2世を形ばかりの精神病鑑定にかけ、統治不能としてベルク城に軟禁した。その翌日、王は主治医とシュタルンベルク湖畔を散歩中に謎の死を遂げた。王がノイシュヴァンシュタイン城に居住した期間は、わずかに172日間であった。

### ルートヴィヒ2世の死後
ルートヴィヒ2世が亡くなった1886年6月13日の時点で、ノイシュヴァンシュタイン城は王の構想の一部を実現したに過ぎず、未完成部分を多く残していたが、建設工事はこの時点で中止された。
その後1886年8月1日から城の内部は観光施設として有料で一般公開された。また、城の名前も正式に「ノイシュヴァンシュタイン城」と定められ、1886年8月5日付け発行の最初のガイドブックで明記された。
摂政公ルイトポルト・フォン・バイエルンから依頼を受け、建築家ユリウス・ホフマンは、1890年から1892年まで最低限の工事を続行し、婦人館と四角塔を完成させたが、尖塔などの外部装飾や室内装飾は最低限のものにとどめた。主塔と礼拝堂の建設は見送られた。

## 構造

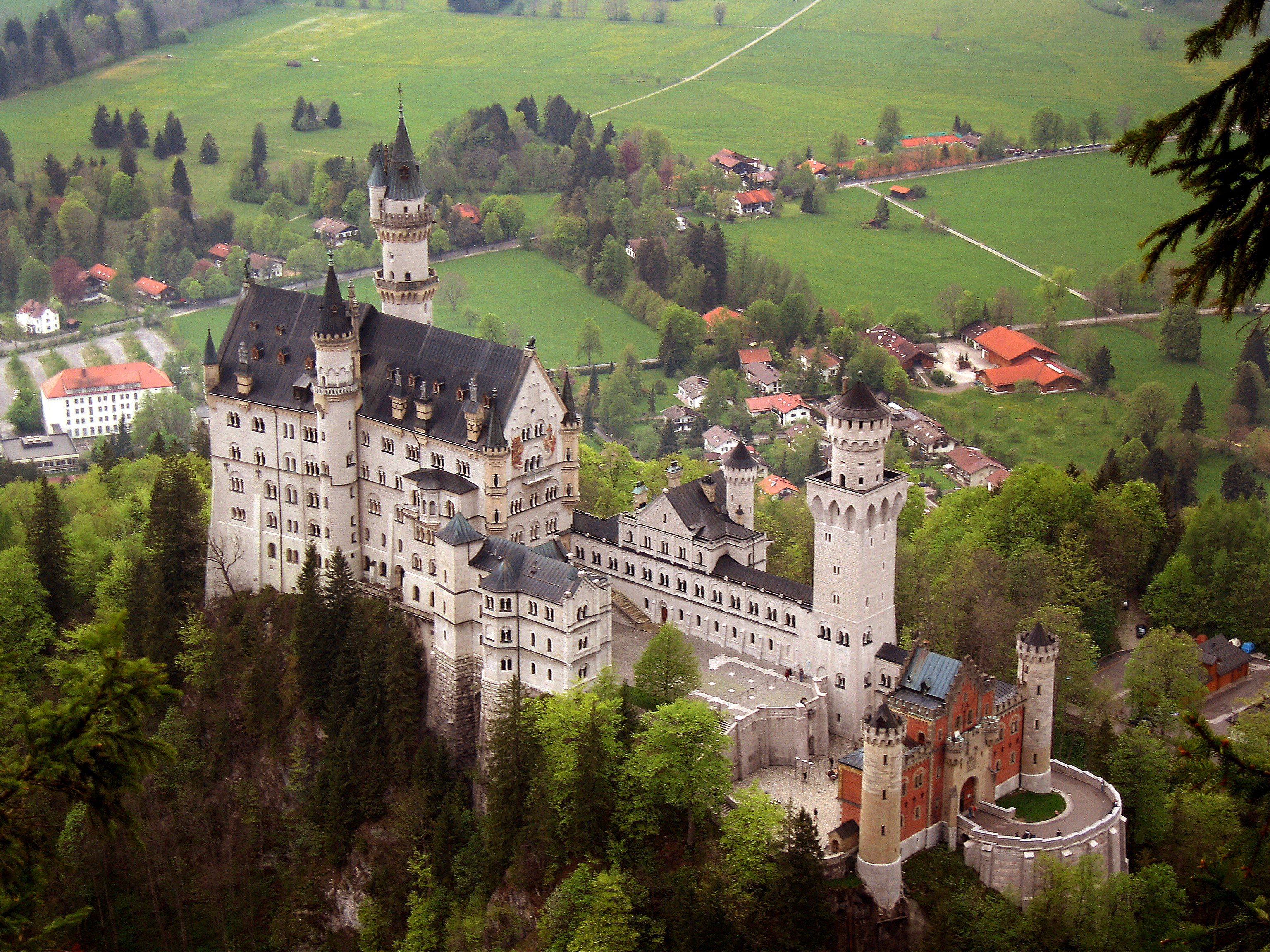
空から見たノイシュヴァンシュタイン城

### 建材
城の建設には近代的な技術が用いられ、基礎部分はコンクリートで固められ、外壁は煉瓦の上に白い石灰石を被せている。
城の本館が建設された1879年、1880年に費やされた建材の統計は以下のとおりである。
1. 砂 3600立方メートル（およそ6000トン）
2. 砂岩 4550トン、Nürtingen産
3. 煉瓦 40万枚（およそ1000トン）
4. セメント 600トン
5. 大理石 465トン、ザルツブルク産
6. 石灰石 50トン、シュヴァンガウのAlterschrofen地区産[12]

玉座の間の下は鉄骨で支えられ、一部の部屋では鉄柱が支えとして設置されているが、城館の壁の主要構成要素は煉瓦であり、19世紀後半当時の最新技術を用いて建設された煉瓦造りの城である。
城壁の石灰石板は風雨に弱く、定期的な補修工事を必要としている。

### 城の特徴
この城は軍事拠点としての「要塞」としてではなく、また政治や外交の拠点としての「宮殿」として建設されたものでもなく、玉座を後回しにしても人工の洞窟が建設されるなど、ルートヴィヒ2世のロマンティック趣味のためだけに建設された城である。

## 見学

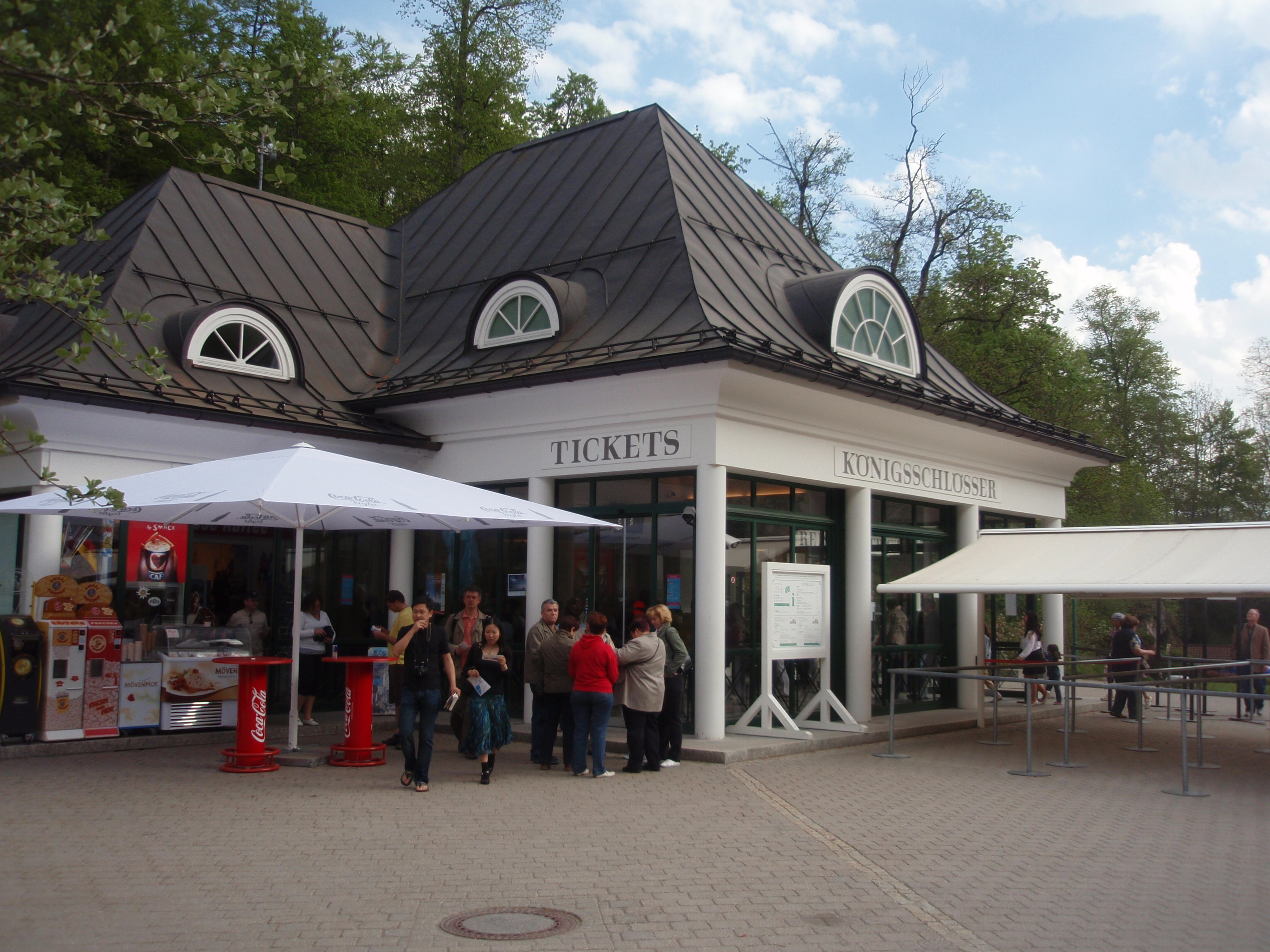
見学ツアーチケット売場

城は一般に公開されており、4～9月の春夏は9～18時、10～3月の秋冬は10～16時の間見学が可能だが、城内の見学はツアーへの参加が必須となっており、麓のホーエンシュヴァンガウにあるチケット売場で事前にツアーのチケットを購入する必要がある。城ではツアーチケットは販売されていない。
ホーエンシュヴァンガウの町までは、ドイツ鉄道フュッセン駅前からバスが運行されている。麓から城までは坂道を徒歩で上がるか、チケット売場の先にあるバス停からマリエン橋近くまで運行されているバス、もしくはバス停近くから出発する馬車（いずれも有料）を利用し、終点から城までを徒歩とするかのいずれかとなる。
なお、ペッラート峡谷にかかるマリエン橋から見るのが最も美しいとされている。

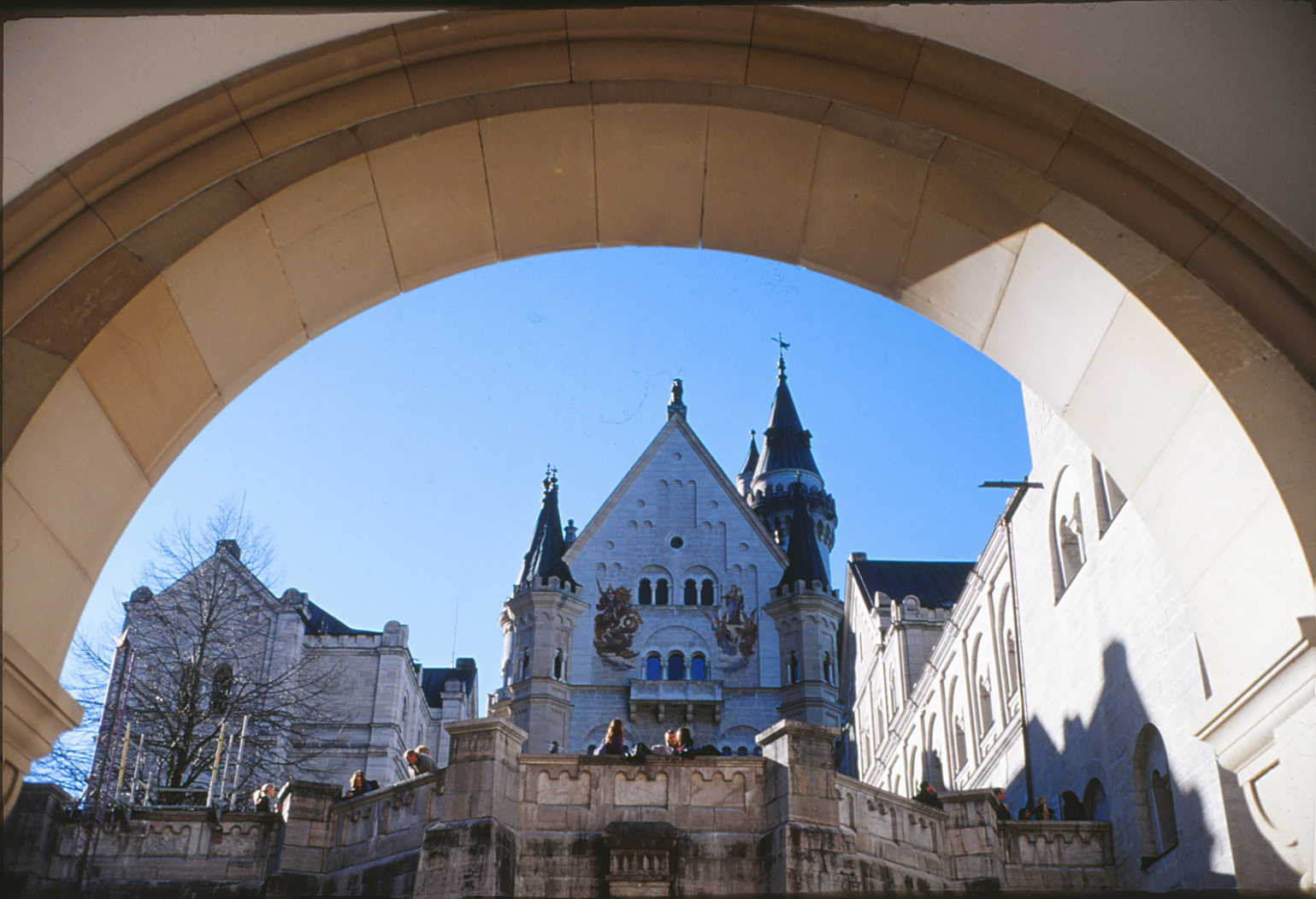
入場口から城の東側を望む。
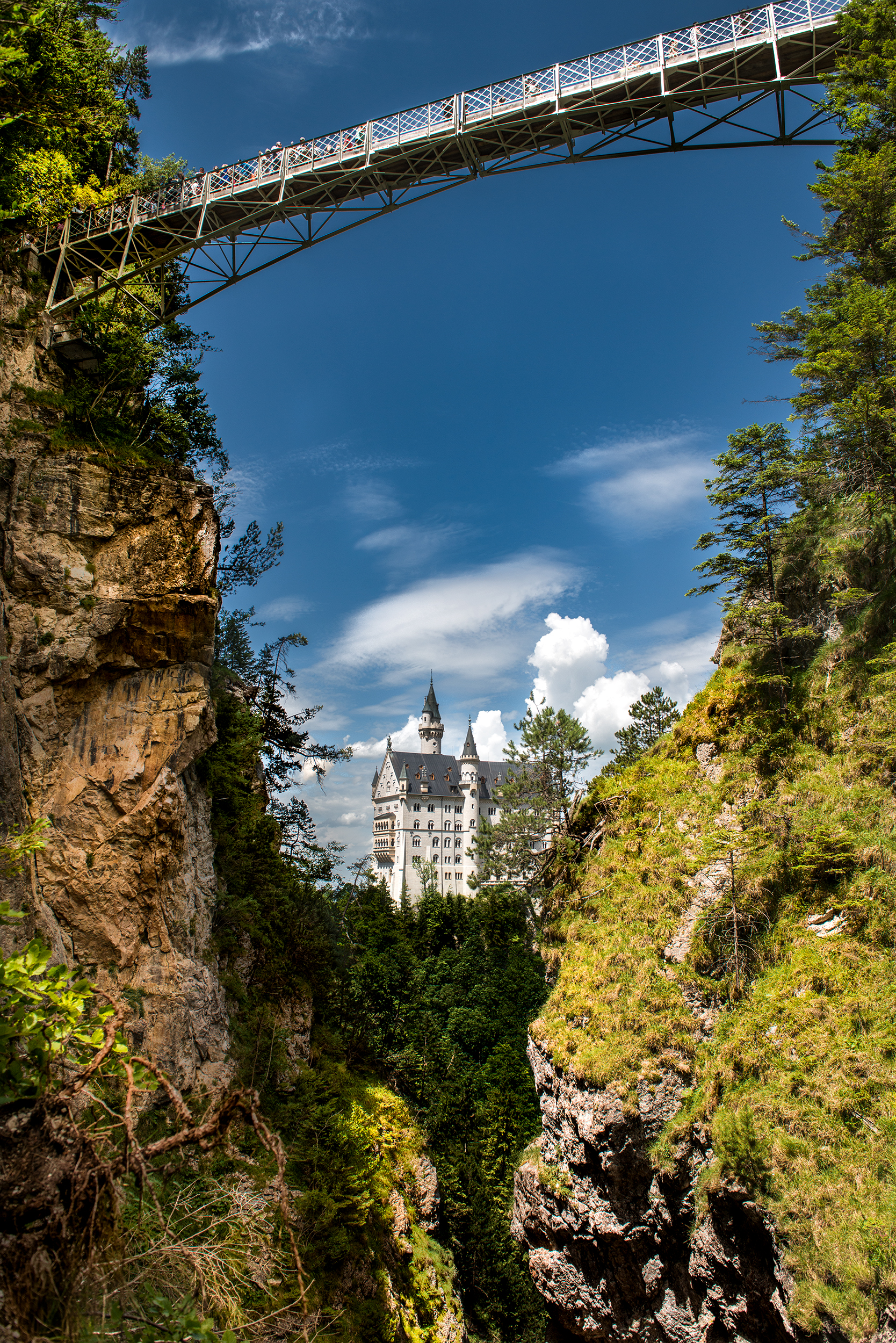
ペッラート渓谷にかかるマリエン橋

## その他
- ウィーダ作『ニュルンベルクのストーブ』に、ストーブの売却先として、城と若きバイエルン王が登場する。
- 姫路城とは2015年に観光友好交流協定を結んでいる[16][17]。また姫路市にある太陽公園にはノイシュヴァンシュタイン城のレプリカがある。
- 1968年 - 映画『チキ・チキ・バン・バン』のロケに使われた。
- アニメ『SPY×FAMILY』に登場する「ニューストン城」はノイシュヴァンシュタイン城をモデルにしている。
- 漫画『名探偵コナン』の単行本20巻の表紙にはノイシュヴァンシュタイン城の写真が使用されており、同巻と次巻である21巻に収録されているエピソード「青の古城探索事件」（テレビアニメでは1999年2月22日・3月1日に放映された）では、ノイシュヴァンシュタイン城をモデルとした屋敷が登場した。
- THE ALFEEの楽曲に『或いはノイシュヴァンシュタイン城の伝言』がある（2015年発表のアルバム『三位一体』に収録）。
- 2024年2月、「第74回さっぽろ雪まつり」の大通7丁目会場にてノイシュヴァンシュタイン城の大雪像が展示された[18]。

### ディズニーランドの城のモデル
1955年に開園したカリフォルニア・アナハイムの初代ディズニーランドの眠れる森の美女の城のモデルで、ディズニーランド公式サイトでも「ノイシュヴァンシュタイン城にインスパイアされた城」と明記されている。

## ギャラリー

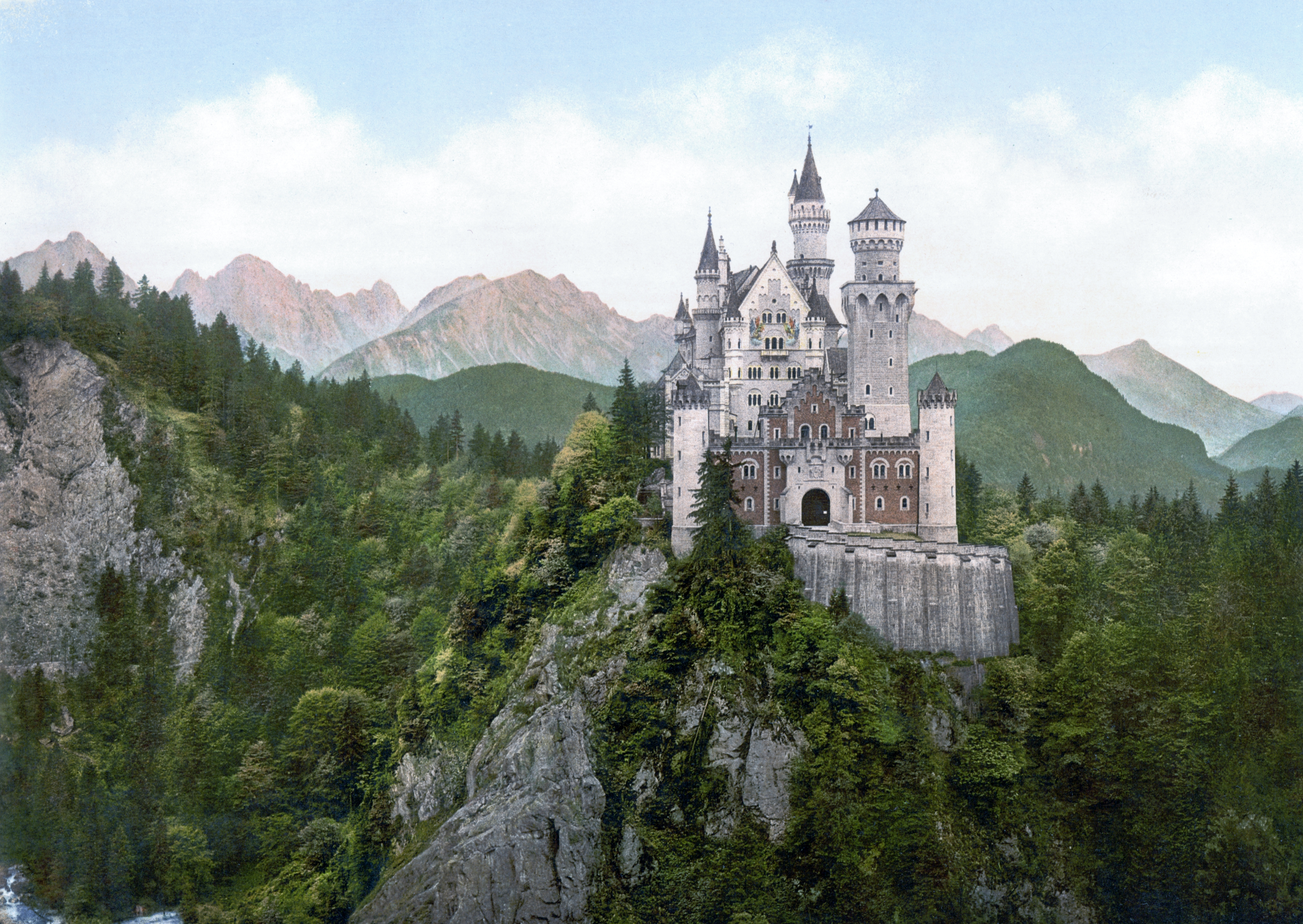
1890年代のノイシュヴァンシュタイン城
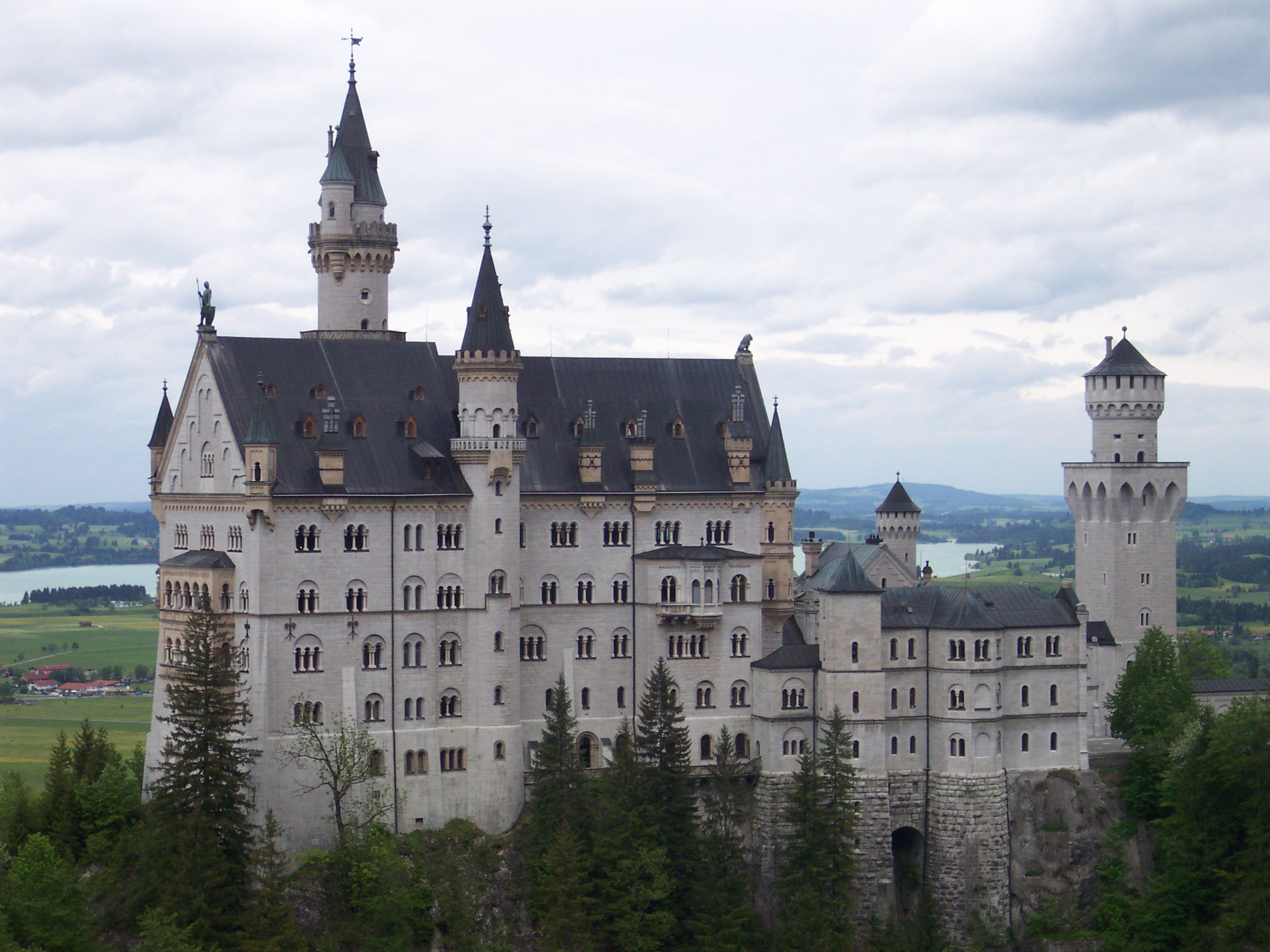
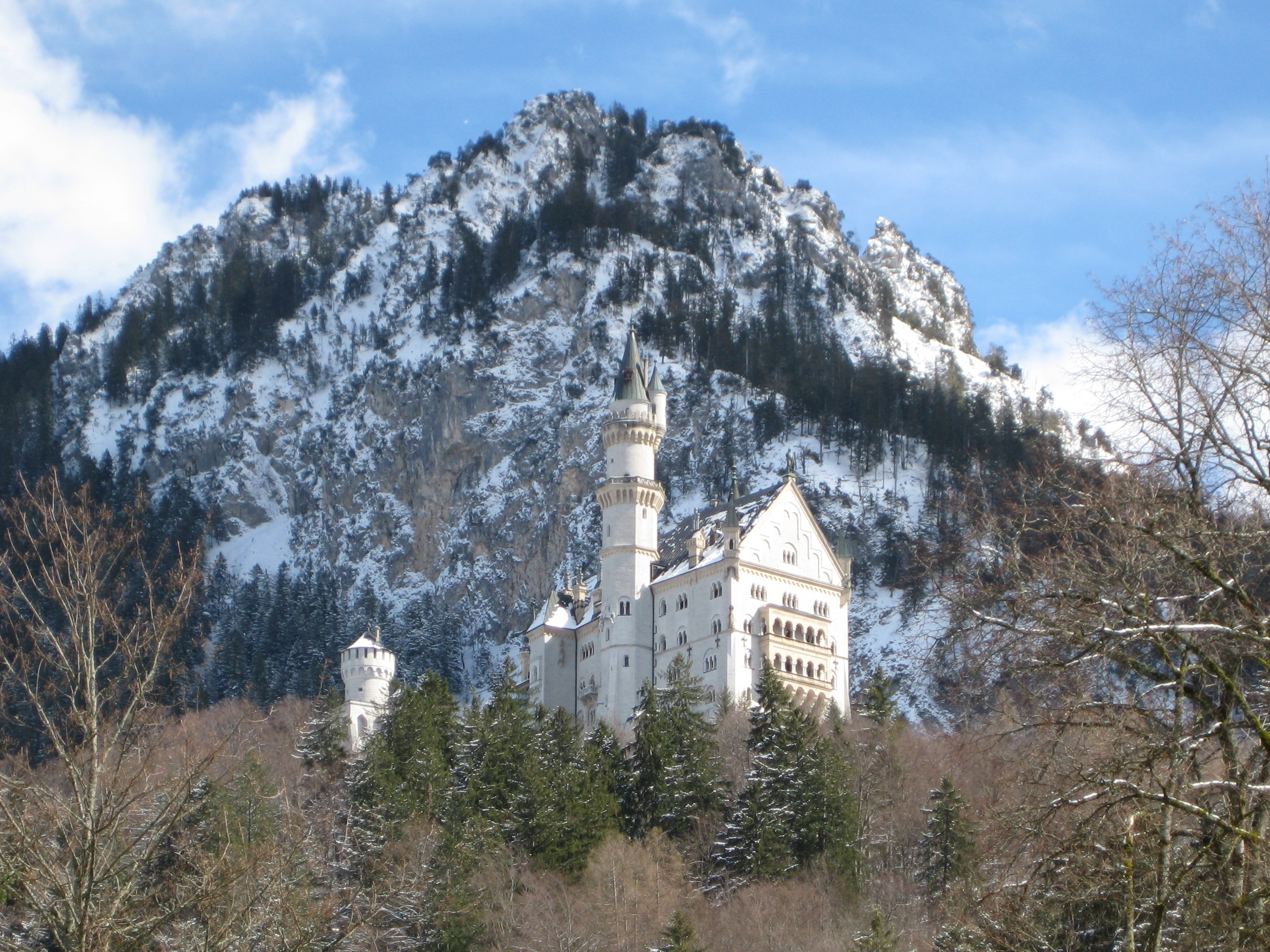
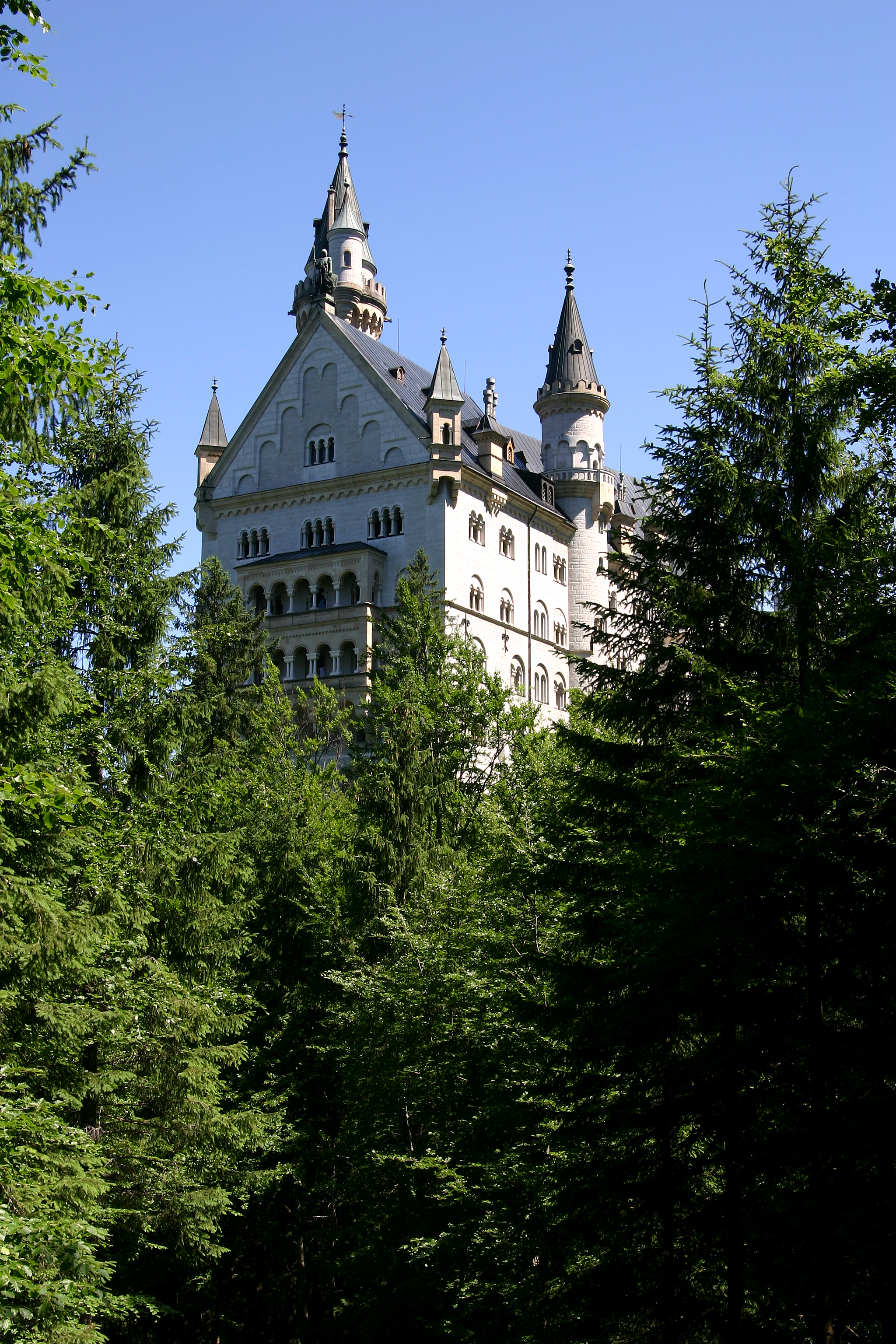
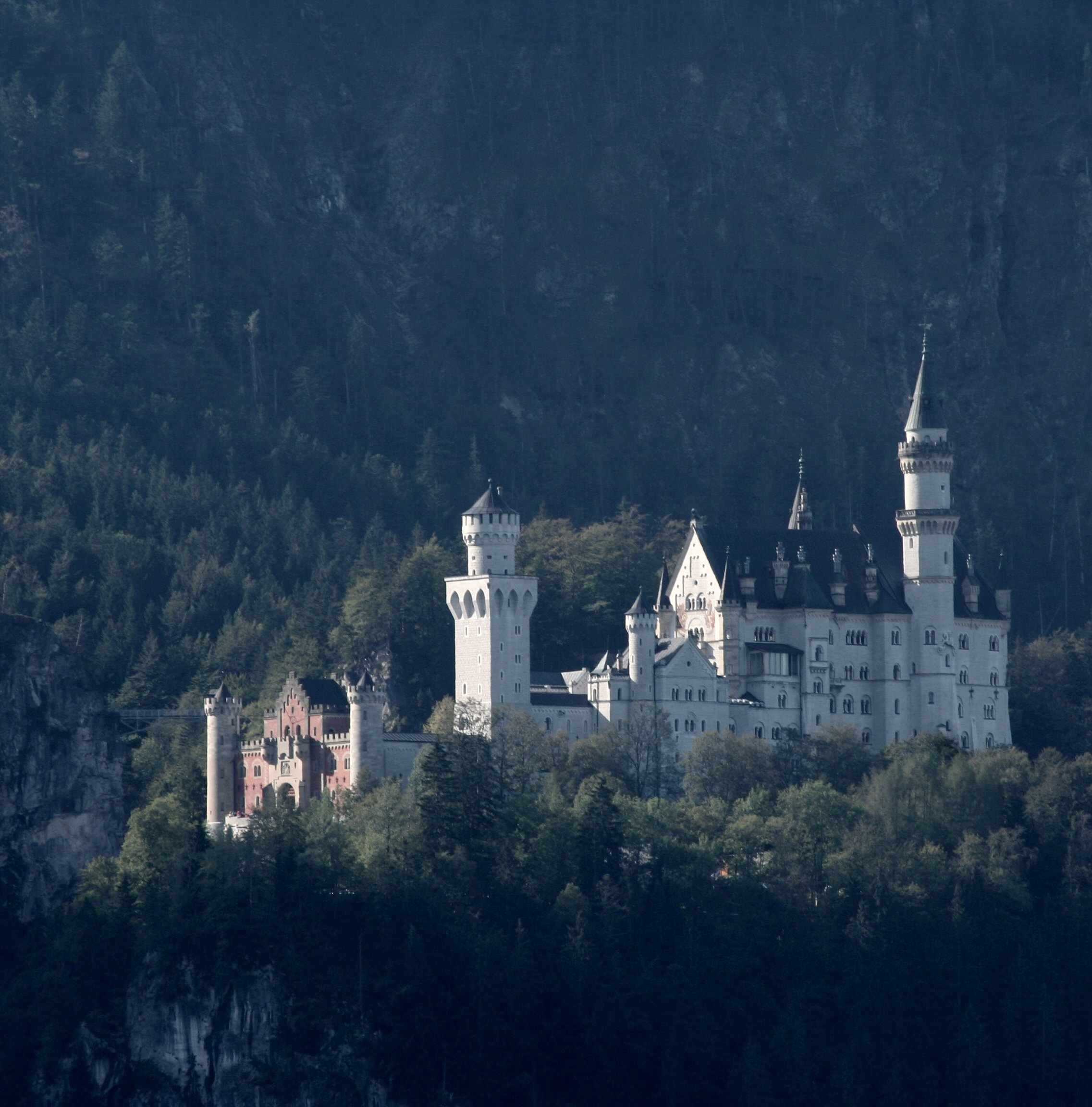

## 参考図書
- 小谷明、阿部謹也、坂田史男ほか 『ドイツ・ロマンティック街道』 （1987年 新潮社） ISBN 4-10-601948-5
- ユリウス・デーズィング『王城ノイシュヴァンシュタイン』（1998年　ヴィルヘルム・キーンベルガー出版社）　ISBN 3-933638-02-X